# Grad Vovbre
Grad Vovbre (nemško Haimburg (Heunburg)) je bil srednjeveški grad, ki je stal na vrhu osamelega hriba približno 3 kilometre severovzhodno od Velikovca na avstrijskem Koroškem.  Ime je slovenskega izvora in pomeni: od tod naprej se gre v Obre (v Obrsko deželo), podobno pa v nemščini »grad pred Huni«.  Restavrirane ruševine gradu izhajajo iz 12. stoletja.

## Zgodovina
Grad je izvorni grad Vovbrških grofov, prvič omenjen v dokumentu iz leta 1103 kot »Huneburch«. Ta grofovska rodbina, ki se pojavlja od leta 1070, je svoj bivalni sedež leta 1228 prenesla na Grad Pliberk, kjer so imeli obsežno posest.  Vovbržani sodijo med najpomembnejše plemiške družine na Koroškem. Njen najbolj znan predstavnik je bil grof Ulrik II., ki je imel v planu na delu Koroške in Štajerske narediti novo kneževino, vendar je bil onemogočen s strani češkega kralja Otokarja II. in nato nemškega kralja in cesarja Rudolfa I. Habsburškega.  Skupaj s salzburškim  nadškofom Konradom se je leta 1293 uprl proti habsburškem vojvodi Albrechtu, vendar ga je to stalo položaja neposredno pod cesarjem in enoletna zaporna kazen v Dunajskem Novem mestu. Z grofom Hermanom je leta 1322 rodbina Vovbrških izumrla. Grad in gospostvo Vovbre so z večjim delom druge dediščine podedovali grofje Pfanberški oziroma grof Ulrik V. Po smrti zadnjega Pfanberškega, Janeza leta 1362 je grad prešel v roke goriških grofov kot deželnoknežji fevd. Po sklenjenem miru v Požarnici v vojni med goriškimi grofi in Habsburžani je ta grad goriških pripadel cesarju Frideriku III. Habsburškemu. Ta je grad podelil Bernardu Talantu, ki je v bližini zgradil grad Talenstein. Leta 1517 ga je imel v najemu Wolfgang Graßwein, nato pa leta 1622 Hans Kemetter iz Devina. Že naslednjega leta je cesar Ferdinand II. Habsburški grad prodal Davidu-Krištofu baronu Urschenbecku, ki je bil takrat tudi deželni gravar na Koroškem. Kasneje so bili lastniki grofje Galler, Rosenberg in Egger. Leta 1886 je posest pridobil baron Helldorf, katerega nasledniki so lastniki še danes.
Obstoječi ostanki nekdanjega gradu časovno segajo v 13. stoletje. Grad Vovbre (Haimburg) je bil večkrat prezidan in obnovljen. Vhodni stolp in ostanki obzidja palacija so še iz začetnega obdobja. Grajski stolp (bergfied) ni več ohranjen. Najstarejši je zahodni del gradu.